# Fiji tại Thế vận hội
Fiji, tham dự Thế vận hội lần đầu năm 1956, đã góp mặt tại 14 kỳ vận hội Mùa hè và 3 kỳ mùa đông. Các vận động viên (VĐV) nước này từng thi đấu các môn bắn cung, điền kinh, quyền Anh, bóng đá, judo, thuyền buồm, bắn súng, bơi lội, cử tạ và bóng bầu dục bảy người.
Tại Thế vận hội Mùa hè 2016, đội bóng bầu dục Fiji giành một huy chương vàng, tấm huy chương vàng Thế vận hội đầu tiên của quốc gia.

## Lịch sử

### Đạt chuẩn tham gia
Trước khi bóng bầu dục bảy người, môn thể thao quốc gia của Fiji, được đưa vào tại kỳ Olympic 2016, chỉ hai VĐV đã dự Thế vận hội thông qua việc giành được suất đạt chuẩn mà không cần tới vé vớt. Đó là Makelesi Bulikiobo, nội dung nước rút 400 mét nữ kỳ năm 2008 ở Bắc Kinh, và Leslie Copeland, nội dung ném lao nam kỳ năm 2012 ở Luân Đôn.

### Mời thi đấu
Các VĐV Thế vận hội Mùa đông của Fiji là Rusiate Rogoyawa môn trượt tuyết băng đồng (1988, 1994) và Laurence Thoms môn trượt tuyết đổ đèo (2002), cả hai đều được mời tham dự.

### Cá nhân nổi bật
Fiji có hai VĐV góp mặt tại 5 kỳ Thế vận hội Mùa hè. VĐV lướt ván buồm Tony Philp thi đấu tại 5 kỳ đại hội liên tiếp từ Los Angeles năm 1984 (khi mới 15 tuổi) tới Sydney 2000, về thứ 10 hai lần. Tay bơi Carl Probert giành suất thi đấu ở Bắc Kinh 2008, thi đấu lần đầu ở Thế vận hội Mùa hè vào năm 1992 tại Barcelona.

### Huy chương
Fiji giành tấm huy chương Olympic đầu tiên tại Thế vận hội Mùa hè 2016 ở Rio, huy chương vàng Bóng bầu dục bảy người nam.
Đội vô địch vỡ òa trong bài hát chiến thắng, thu hút sự chú ý đáng kể trên mạng và Fiji tuyên bố một ngày lễ quốc gia ăn mừng thành tích này.

## Bảng huy chương
| Thế vận hội           | Số VĐV        | Vàng          | Bạc           | Đồng          | Tổng số       | Xếp thứ       |
| Melbourne 1956        | 5             | 0             | 0             | 0             | 0             | –             |
| Roma 1960             | 2             | 0             | 0             | 0             | 0             | –             |
| Tokyo 1964            | không tham dự | không tham dự | không tham dự | không tham dự | không tham dự | không tham dự |
| Thành phố México 1968 | 1             | 0             | 0             | 0             | 0             | –             |
| München 1972          | 2             | 0             | 0             | 0             | 0             | –             |
| Montréal 1976         | 2             | 0             | 0             | 0             | 0             | –             |
| Moskva 1980           | không tham dự | không tham dự | không tham dự | không tham dự | không tham dự | không tham dự |
| Los Angeles 1984      | 15            | 0             | 0             | 0             | 0             | –             |
| Seoul 1988            | 24            | 0             | 0             | 0             | 0             | –             |
| Barcelona 1992        | 19            | 0             | 0             | 0             | 0             | –             |
| Atlanta 1996          | 17            | 0             | 0             | 0             | 0             | –             |
| Sydney 2000           | 7             | 0             | 0             | 0             | 0             | –             |
| Athens 2004           | 10            | 0             | 0             | 0             | 0             | –             |
| Bắc Kinh 2008         | 6             | 0             | 0             | 0             | 0             | –             |
| Luân Đôn 2012         | 9             | 0             | 0             | 0             | 0             | –             |
| Rio de Janeiro 2016   | 52            | 1             | 0             | 0             | 1             | 54            |
| Tokyo 2020            | chưa diễn ra  |               |               |               |               |               |
| Paris 2024            | chưa diễn ra  |               |               |               |               |               |
| Los Angeles 2028      | chưa diễn ra  |               |               |               |               |               |
| Tổng số               | Tổng số       | 1             | 0             | 0             | 898           | 1             |

| Thế vận hội              | Số VĐV        | Vàng          | Bạc           | Đồng          | Tổng số       | Xếp thứ       |
| Calgary 1988             | 1             | 0             | 0             | 0             | 0             | –             |
| Albertville 1992         | không tham dự | không tham dự | không tham dự | không tham dự | không tham dự | không tham dự |
| Lillehammer 1994         | 1             | 0             | 0             | 0             | 0             | –             |
| Nagano 1998              | không tham dự | không tham dự | không tham dự | không tham dự | không tham dự | không tham dự |
| Thành phố Salt Lake 2002 | 1             | 0             | 0             | 0             | 0             | –             |
| Torino 2006              | không tham dự |               |               |               |               |               |
| Vancouver 2010           | không tham dự |               |               |               |               |               |
| Sochi 2014               | không tham dự |               |               |               |               |               |
| Pyeongchang 2018         | không tham dự |               |               |               |               |               |
| Bắc Kinh 2022            | chưa diễn ra  |               |               |               |               |               |
| Milano–Cortina 2026      | chưa diễn ra  |               |               |               |               |               |
| Tổng số                  | Tổng số       | 0             | 0             | 0             | 0             | –             |

### Huy chương theo môn Mùa hè
| Môn                    | Vàng | Bạc | Đồng | Tổng số |
| ---------------------- | ---- | --- | ---- | ------- |
| Bóng bầu dục bảy người | 1    | 0   | 0    | 1       |
| Tổng số (1 đơn vị)     | 1    | 0   | 0    | 1       |

## VĐV giành huy chương

### Mùa hè
| HUy chương | Tên | Thế vận hội         | Môn thi đấu            | Sự kiện      |
| ---------- | --- | ------------------- | ---------------------- | ------------ |
| Vàng       | Apisai Domolailai Jasa Veremalua Jerry Tuwai Josua Tuisova Kitione Taliga Leone Nakarawa Masivesi Dakuwaqa Osea Kolinisau Samisoni Viriviri Savenaca Rawaca Vatemo Ravouvou Viliame Mata | Rio de Janeiro 2016 | Bóng bầu dục bảy người | Vòng đấu nam |